# (3194) Dorsey
(3194) Dorsey es un asteroide perteneciente al cinturón de asteroides, descubierto el 27 de mayo de 1982 por Carolyn Shoemaker desde el Observatorio del Monte Palomar, Estados Unidos.

## Designación y nombre
Designado provisionalmente como 1982 KD1. Fue nombrado Dorsey en honor a "Dorsey Taylor Shoemaker Jr" tío del marido de la descubridora.